# 치사 유전자
치사 유전자(致死遺傳子, lethal gene), 치사 대립 유전자(致死對立遺傳子, lethal allele)는 그 유전자로 말미암아 생물을 죽음에 이르게 하는 유전자다.
치사 유전자 X와 대립 유전자 x가 있을 때, 치사 유전자가 호모일 때(XX)만 죽는다면 열성 치사 유전, 헤테로일 때(Xx)에도 죽는다면 우성 치사 유전이라고 한다. 치사 유전자 X가 다른 형질에도 관여할 수 있는데, 그 형질의 우열과 치사의 우열은 독립적이다. 예를 들어, 고양이의 먼치킨 특성을 나타내는 유전자는 치사 유전자인데, 먼치킨 특성에 대해서는 우성(헤테로도 먼치킨), 치사에 대해서는 열성(호모만 죽음)이다. 열성 치사 유전자는 자연계에서 가끔 높은 빈도로 나타나며, 대부분의 우성 치사 유전자는 그 죽음으로 인해 빠르게 제거되지만, 헌팅턴병은 우성 치사 유전임에도 병의 진행 속도가 느려 번식이 가능한 연령대까지 살아남으므로 자손에게 유전된다.